# Sunao Tawara
Sunao Tawara (japonès: 田原 淳, Tawara Sunao), (Aki, Districte de Higashikunisaki, (avui dins de la ciutat de Kunisaki) Prefectura d'Ōita, 5 de juliol de 1873 – 19 de gener de 1952), fou un metge patòleg japonès. Ell, juntament amb el patòleg alemany Ludwig Aschoff, van ser els descobridors del nòdul auriculoventricular.
Tawara estudià medicina a la Facultat de Medicina de la Universitat de Tòquio, on es va graduar el 1901, i el 1908 va obtenir un doctorat en Ciències Mèdiques. Entre 1903 i 1906, Tawara es va dedicar a estudiar patologia i anatomia patològica amb Ludwig Aschoff, a la Universitat de Marburg. Durant este període que va estar a Alemanya, Tawara emprendre les seves obres importants en la patologia i anatomia del cor. Quan va tornar al Japó, Tawara va ser nomenat professor ajudant de patologia a la Universitat de Kyūshū a Fukuoka. El 1908, es va convertir en professor de temps complet.